# FKムラドスト・ヴェリカ・オバルスカ
FKムラドスト・ヴェリカ・オバルスカ（FK Mladost Velika Obarska）は、ボスニア・ヘルツェゴビナのスルプスカ共和国ヴェリカ・オバルスカをホームタウンとするサッカークラブである。

## 歴史
1948年に創設された。
プルヴァ・リーガRSでのデビューシーズンとなった2012-13シーズンに優勝してプレミイェル・リーガに昇格した。2013-14シーズンは11位になり、2014-15シーズンは最終節まで残留争いを演じたが、下から2番目の15位に終わり、最下位のNKズビエズダ・グラダチャツと共にプレミイェル・リーガから降格した。
2015-16シーズンはプルヴァ・リーガRSで優勝したFKクルパに次ぐ2位になったが、財政問題によりレギオナルナ・リーガ・東地域に降格した。

## 獲得タイトル
- プルヴァ・リーガRS：1回
  - 2012-13